# Ectropis arizanensis
Ectropis arizanensis är en fjärilsart som beskrevs av Alfred Ernest Wileman 1915. Ectropis arizanensis ingår i släktet Ectropis och familjen mätare. Inga underarter finns listade i Catalogue of Life.